# Vera (romanzo)
Vera è un romanzo della scrittrice Elizabeth von Arnim, pubblicato nel 1921 con la dicitura «by the author of Elizabeth and her German garden».

## Trama
In una località marina della Cornovaglia si incontrano due persone affrante per un recente lutto: Lucy Entwhistle, una ragazza ingenua di ventidue anni rimasta improvvisamente orfana del padre col quale stava trascorrendo un breve periodo di vacanza, ed Everard Wemyss, un signore più che quarantenne la cui moglie Vera è morta in circostanze misteriose. Il legame fra i due si fa più intenso finché i due si sposano e si trasferiscono nella dimora di lui, la villa "The Willows" (I Salici). Nonostante gli sforzi di Everard per cancellare il passato, per Lucy l'atmosfera della casa è pervasa dal ricordo di Vera, la defunta moglie di Everard. Infine si scopre che Vera, donna vivace e spontanea, si era suicidata perché umiliata e oppressa dal prepotente Everard.

## Critica
L'atmosfera del romanzo ricorda quelle di Jane Eyre, romanzo di Charlotte Brontë pubblicato nel 1847, e soprattutto di Rebecca, la prima moglie di Daphne du Maurier, che però fu pubblicato dopo il romanzo di Elizabeth von Arnim (nel 1938). Vera fu scritto dopo il disastroso matrimonio tra la scrittrice e il fratello maggiore del filosofo Bertrand Russell, il duca John Francis Stanley Russell, il cui carattere violento e autoritario amareggiò l'esistenza della scrittrice. Nicola Beauman, estensore della voce sull'Oxford Dictionary of National Biography, definisce il romanzo «a ferocious and at times macabre indictment» (un atto d'accusa feroce e talora macabro) verso Russell e giudica Vera «Elizabeth von Arnim's masterpiece».
Nonostante i temi, Vera è caratterizzato da una scrittura leggera, sintetica e ricca di umorismo: la scrittrice e critica femminista Rebecca West apprezzò molto non solo queste qualità formali, ma anche il fatto che Elizabeth von Arnim - a differenza di Vera e di Lucy - lasciò il marito.

## Edizioni
- Vera, by the author of "Elizabeth and her German garden", London: McMillan, 1921 (pdf, 12 MB)
- Elizabeth von Arnim, Vera; tradotto da Maria Pia Peluso, Milano: Ugo Mursia Editore, 1993, ISBN 8842512567, ISBN 9788842512561
- Elizabeth von Arnim, Vera; tradotto da Maria Pia Peluso, Torino: Bollati Boringhieri, 2006, ISBN 8833916936, ISBN 9788833916934
- Elizabeth von Arnim, Vera; tradotto da Maria Pia Peluso, Milano: TEA, 2010, ISBN 8850222769, ISBN 9788850222766
- Elizabeth von Arnim, Vera; tradotto da Sabina Terziani, Roma: Fazi, 2019, ISBN 978-88-93256-35-3
- Elizabeth von Arnim, Vera; tradotto da Sabina Terziani, Milano: Mondadori, 2023